# 尼崎市立武庫小学校
尼崎市立武庫小学校（あまがさきしりつ むこしょうがっこう）は、兵庫県尼崎市武庫元町にある公立小学校。2012年（平成24年）4月9日現在の児童数は428名である。

## 沿革
- 1873年（明治6年）2月20日 - 常松小学校開校。
- 1873年（明治6年）5月17日 - 守部小学校開校。
- 1875年（明治8年）8月11日 - 守部小学校が常松小学校へ合併する。
- 1876年（明治9年）7月1日 - 常吉小学校と改称。
- 1878年（明治11年）4月1日 - 観瀾小学校と改称。
- 1887年（明治20年）4月1日 - 観瀾尋常小学校と改称。
- 1900年（明治33年）5月 - 武庫尋常小学校と改称。
- 1907年（明治40年）4月 - 武庫尋常高等小学校と改称。
- 1941年（昭和16年）4月1日 - 武庫国民学校と改称。
- 1942年（昭和17年）2月11日 - 尼崎市と武庫村の合併により、尼崎市武庫国民学校と改称。
- 1947年（昭和22年）4月1日 - 尼崎市立武庫小学校と改称。

## 進路状況
ほとんどの児童は尼崎市立武庫中学校へ進学するが、国私立中学校へ進学する児童もいる。

## 通学区域が隣接している学校
- 尼崎市立武庫南小学校
- 尼崎市立武庫の里小学校
- 尼崎市立武庫北小学校
- 西宮市立樋ノ口小学校